# Grumman Aerospace Corporation
Grumman Aerospace Corporation – amerykańskie przedsiębiorstwo przemysłu lotniczego i kosmicznego, formalnie założone 5 grudnia 1929 roku przez Leroya Grummana i Jake’a Swirbula, rozpoczęło działalność 2 stycznia 1930 roku. W przedsiębiorstwie zatrudniającym w szczytowym okresie 25 000 pracowników, powstały jedne z najistotniejszych amerykańskich wojskowych konstrukcji lotniczych oraz konstrukcji kosmicznych, jak F6F Hellcat, TBF Avenger, F-14 Tomcat, czy lądowniki księżycowe programu Apollo. Jako niezależna firma istniała w Bethpage na Long Island w stanie Nowy Jork, do chwili swego upadku i przejęcia przez konkurencyjny Northrop Corporation w roku 1994, kiedy z połączenia dwóch przedsiębiorstw powstał koncern Northrop Grumman. Przed swoim upadkiem jednak, wśród pilotów Grumman nosił przydomek Iron Works, gdyż dzięki solidnemu wykonaniu, maszyny tego producenta mimo bardzo poważnych uszkodzeń bojowych, często donosiły swoich pilotów z powrotem na własne lotnisko.  Było to jedno z najważniejszych przedsiębiorstw przemysłu lotniczego i kosmicznego w Stanach Zjednoczonych w XX wieku.

## Historia
W latach 20. XX wieku Leroy Grumman, a wraz z nim Edmund Poor, William Schwendler, Jake Swirbul, i Clint Towl, pracowali w Loening Aircraft Engineering Corporation, do czasu gdy przedsiębiorstwo to zostało połączone z Keystone Aircraft Corporation z Bristolu w Pensylwanii i przeniesione tam z Nowego Jorku. Grumman i Swirbul, wraz z czterema pozostałymi, nie chcąc opuszczac Long Island postanowili nie przenosić się do Bristolu i założyli własne przedsiębiorstwo Grumman Aircraft Engineering Corporation, w dawnych zakładach Cox-Klemin Aircraft Co., w Baldwin na Long Island, z pochodzącym ze środków własnych kapitałem zakładowym w wysokości 64 325 dolarów.
Spółkę zarejestrowano 5 grudnia 1929 roku a działanie rozpoczęła 2 stycznia 1930 roku. Na początku zakład zajmował się spawaniem aluminiowych profili do samochodów, jednocześnie starano się pozyskiwać kontrakty z marynarką wojenną. Jako pierwszą konstrukcję dla marynarki opracowano pływaki z chowanym podwoziem. Był to początek aktywności Grummana w obszarze lotnictwa. Pierwszy samolot Grummana został zbudowany również dla marynarki. Był to Grumman FF-1, dwupłat z chowanym podwoziem. Potem nastąpiła seria udanych projektów. W miarę rozwoju firmy i rosnących potrzeb poszukiwano nowych miejsc do prowadzenia działalności. Najpierw produkcja przeniesiona została do to Valley Stream, następnie do Farmingdale, a w końcu do Bethpage. W czasie II wojny światowej, m.in. dzięki zakładom Grummana w Bethpage produkującym myśliwce pokładowe Wildcat i Hellcat oraz samoloty bombowo-torpedowe Avenger, Long Island stała się centrum amerykańskiego przemysłu lotniczego, zaś zakłady Grummana na Long Island podstawą zaopatrzenia amerykańskiej marynarki w samoloty. Jak stwierdził admirał John McCain „Grumman jest dla marynarki tym, czym Sterling dla srebra”, odnosząc się do najwyższej jakości i wytrzymałości przy uszkodzeniach bojowych samolotów Grummana, bez których trudno wyobrazić sobie lotnictwo marynarki.
Pierwszym samolotem z napędem odrzutowym był Panther, który wszedł do służby w 1949 roku. Największymi sukcesami okresu powojennego były samoloty. Grumman był także głównym dostawcą modułu księżycowego dla programu Apollo, który umożliwił lądowanie człowieka na Księżycu. Kontrakt na dostawy uzyskano 7 listopada 1962 roku i zbudowano 13 pojazdów. Po zakończeniu programu Apollo Grumman zaangażował się w prace nad samolotem kosmicznym, jednak w tej konkurencji został pokonany przez firmę Rockwell International.
W roku 1969 firma zmieniła nazwę na Grumman Aerospace Corporation, a w roku 1978 sprzedała swój oddział Grumman-American Division do Gulfstream Aerospace Corporation. Koniec okresu zimnej wojny i następująca w konsekwencji tego redukcja wydatków na obronność doprowadziła do szeregu zmian wśród producentów lotniczych. W roku 1994 w wyniku połączenia Grummana z Northrop Corporation powstał koncern Northrop Grumman.

## Samoloty Grumman

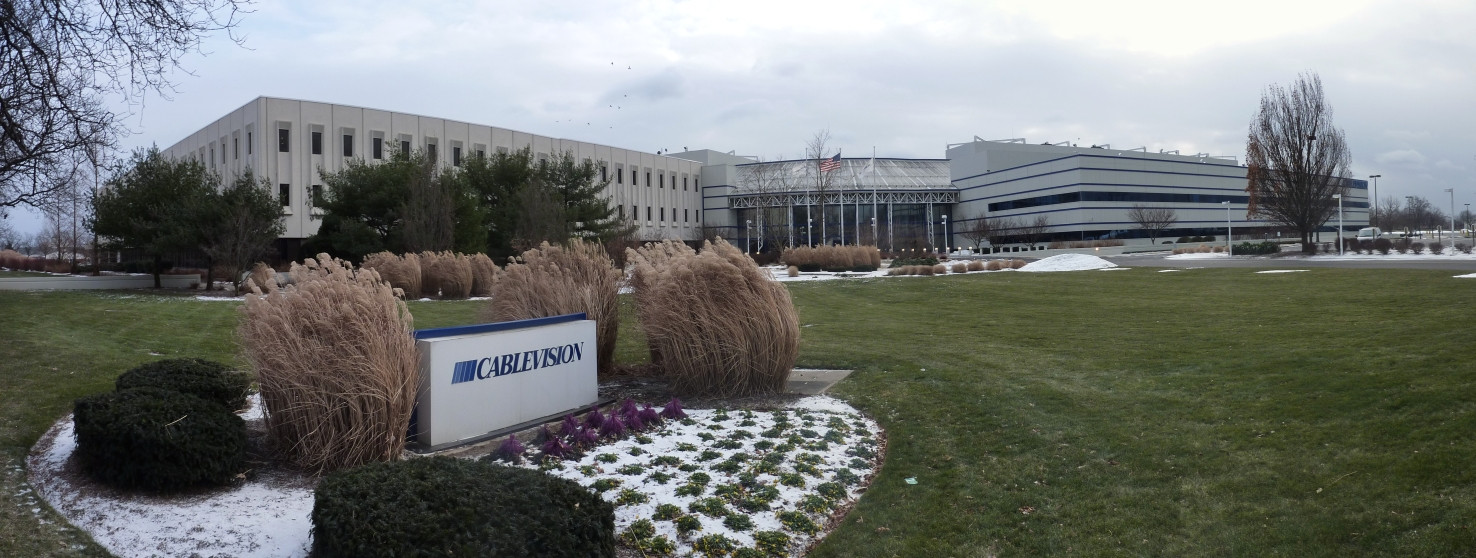
Budynek byłej siedziby Grummana w Bethpage

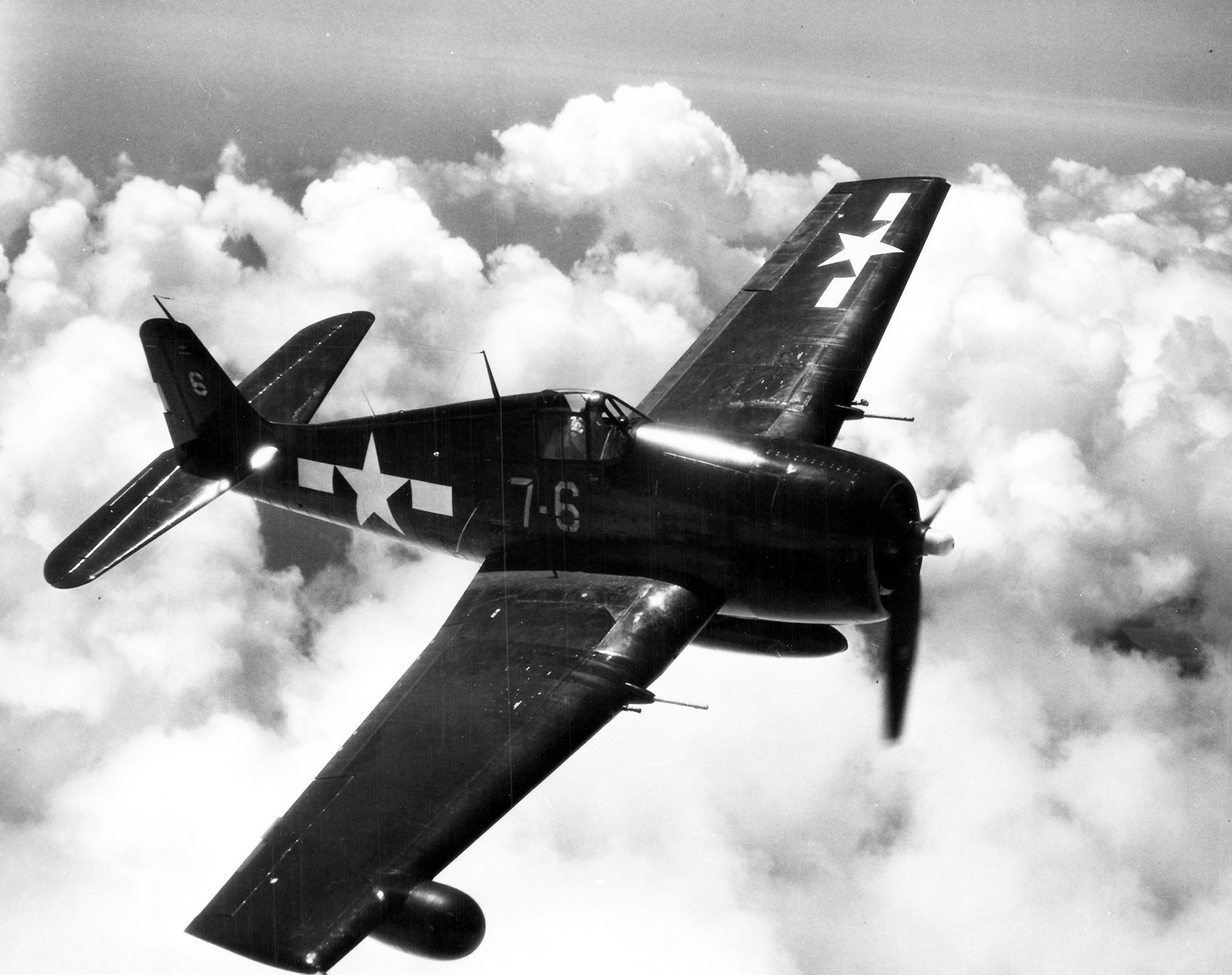
Grumman F6F Hellcat

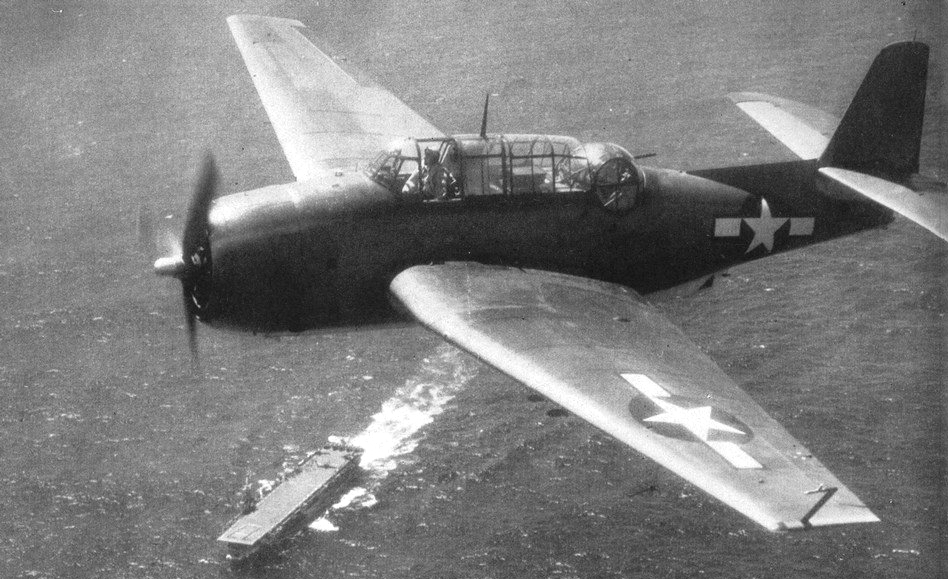
Grumman TBF Avenger

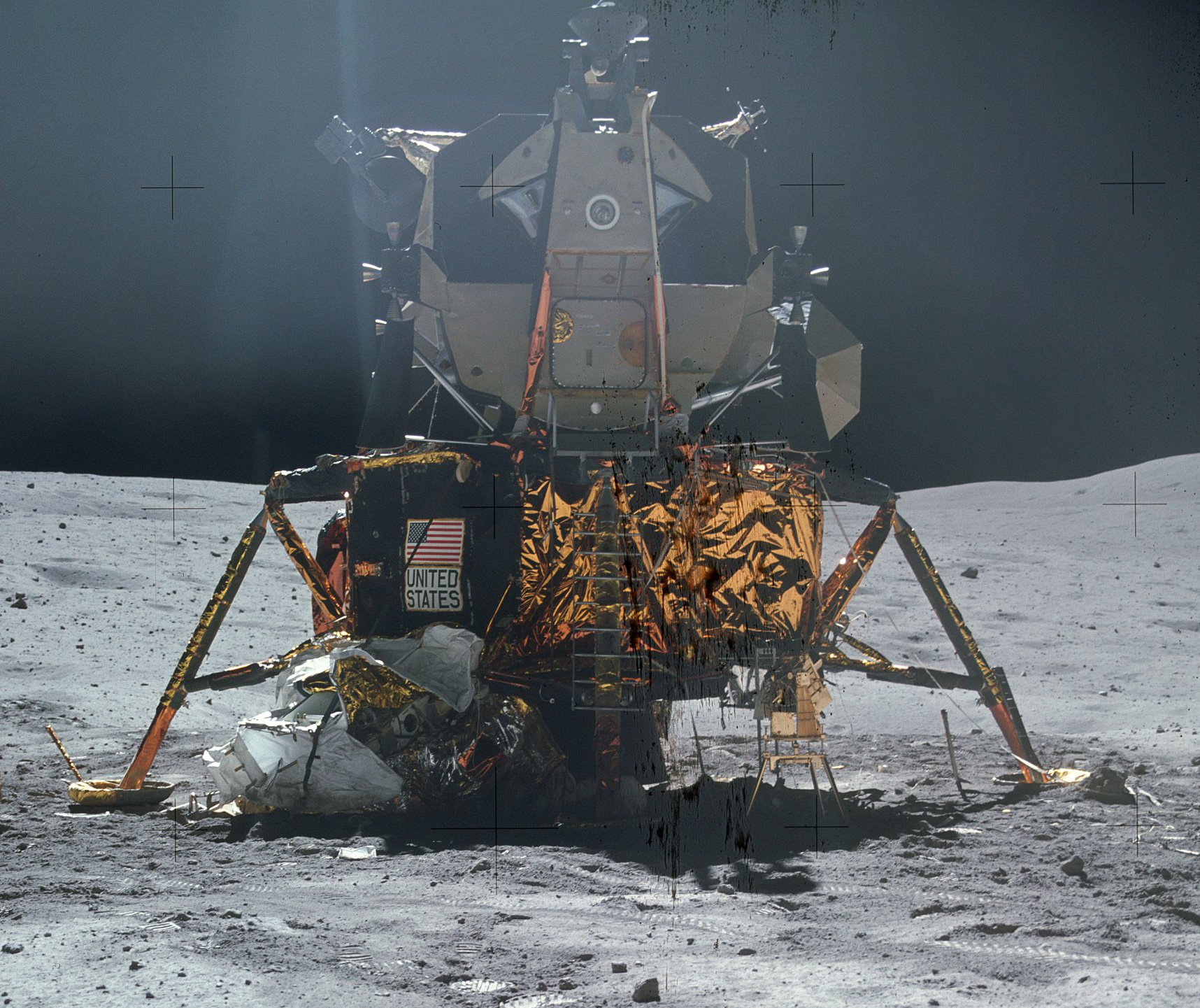
Lądownik księżycowy misji Apollo 16

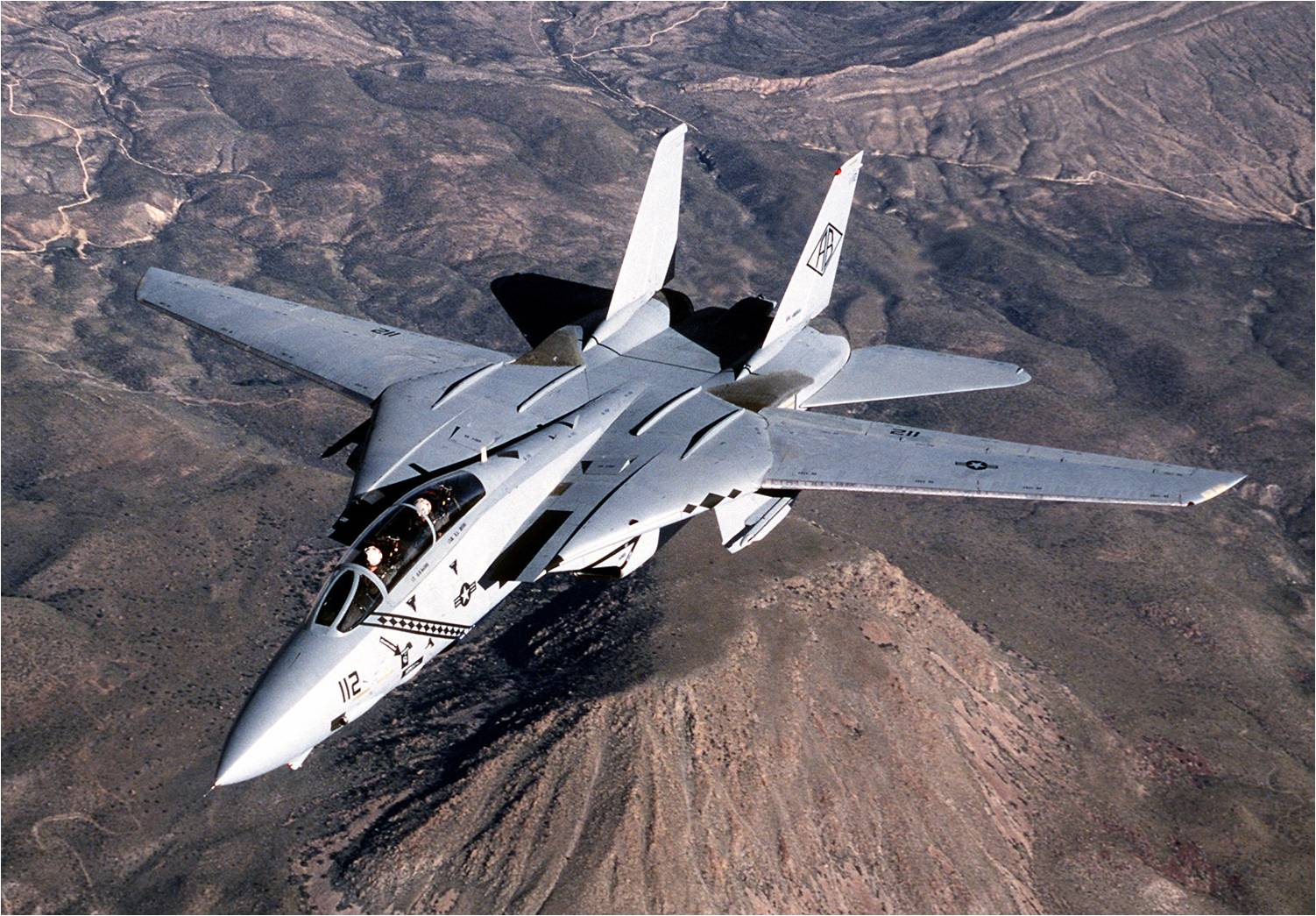
Grumman F-14 Tomcat

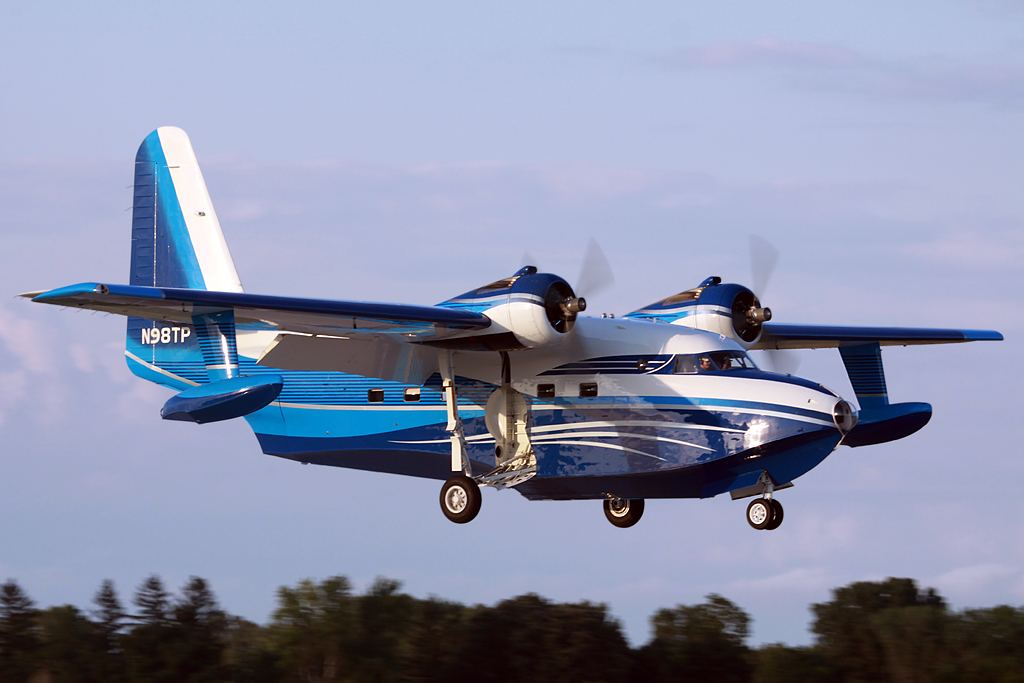
Grumman Albatross

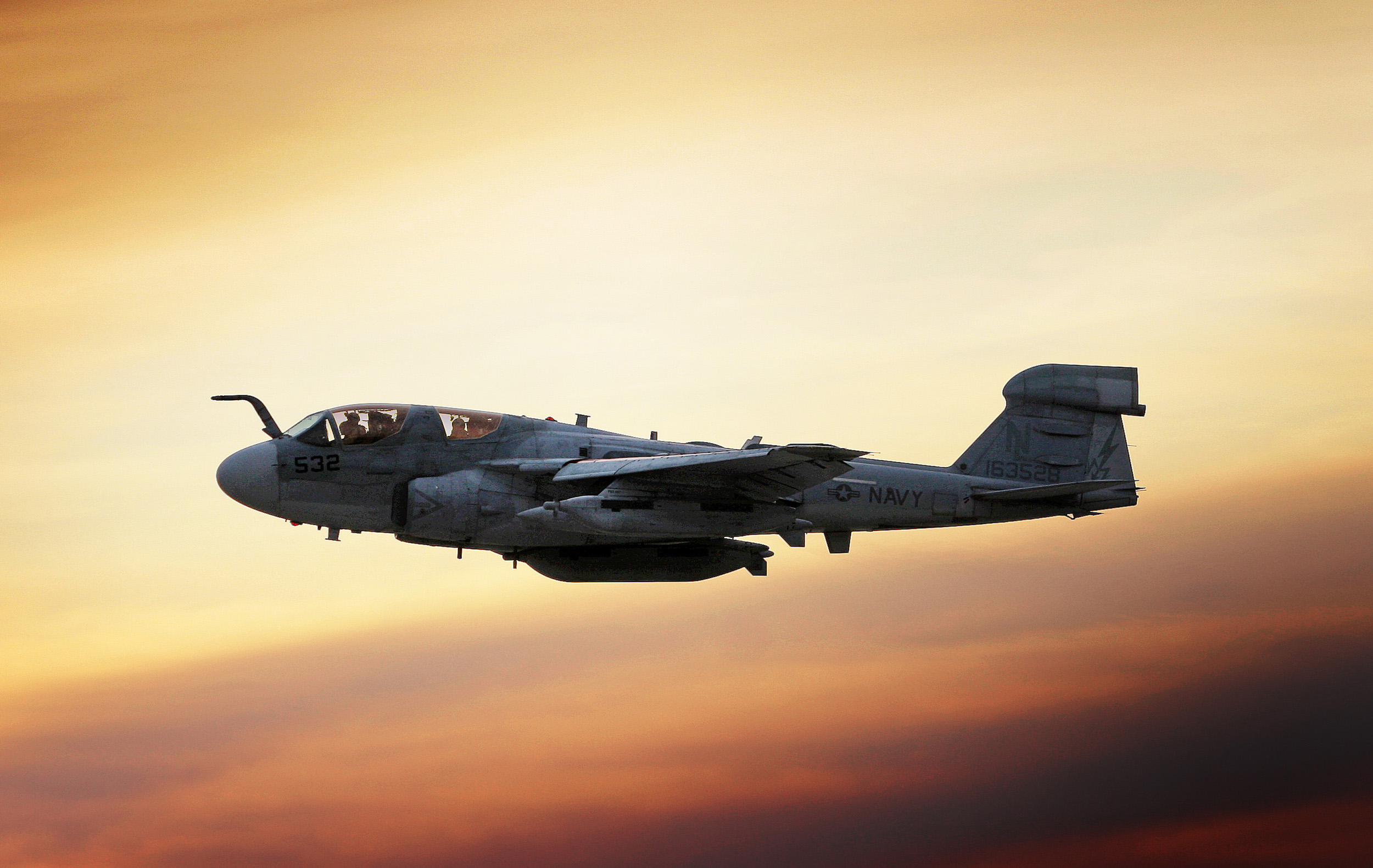
Grumman EA-6B Prowler

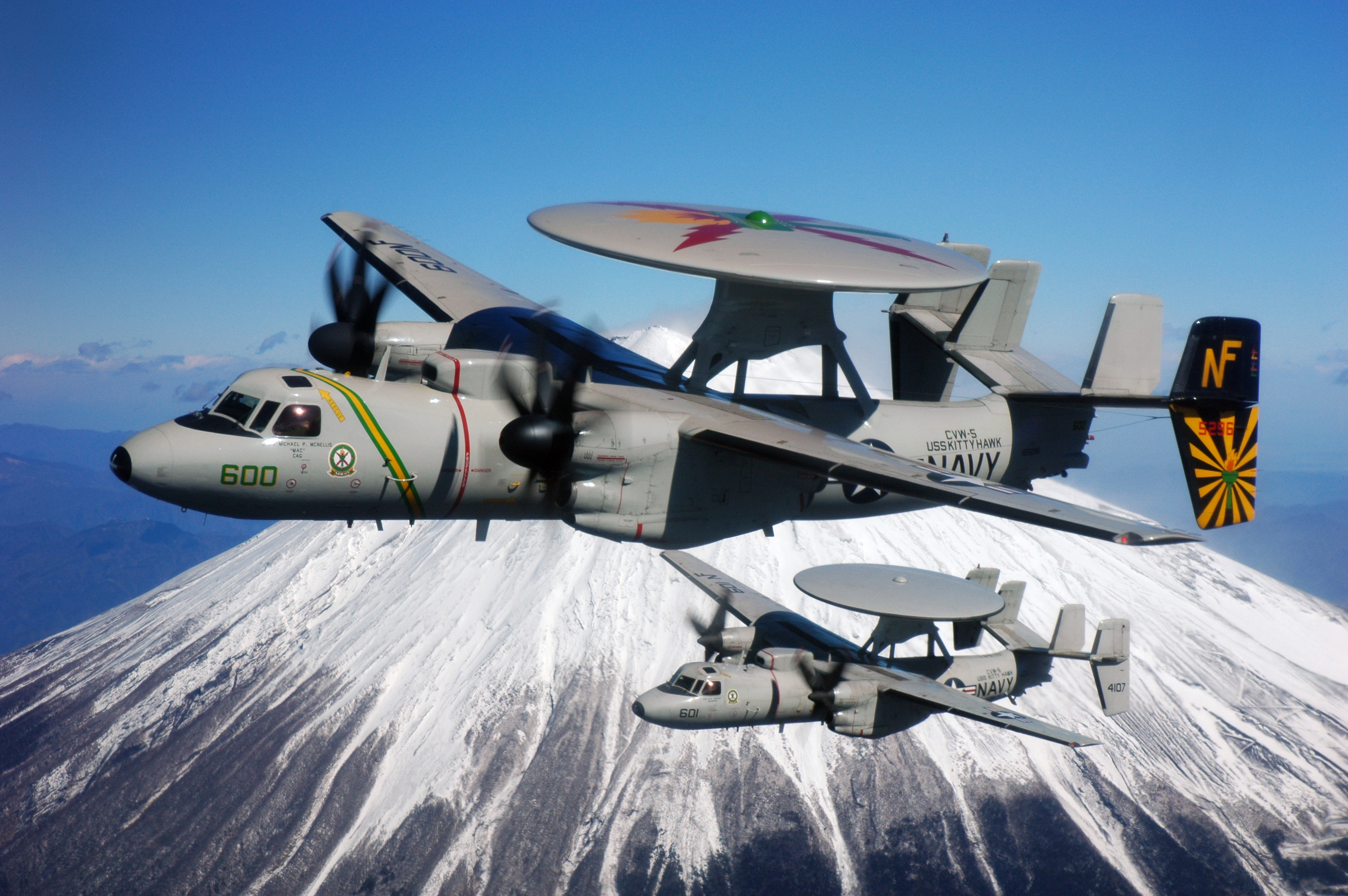
Grumman E-2 Hawkeye

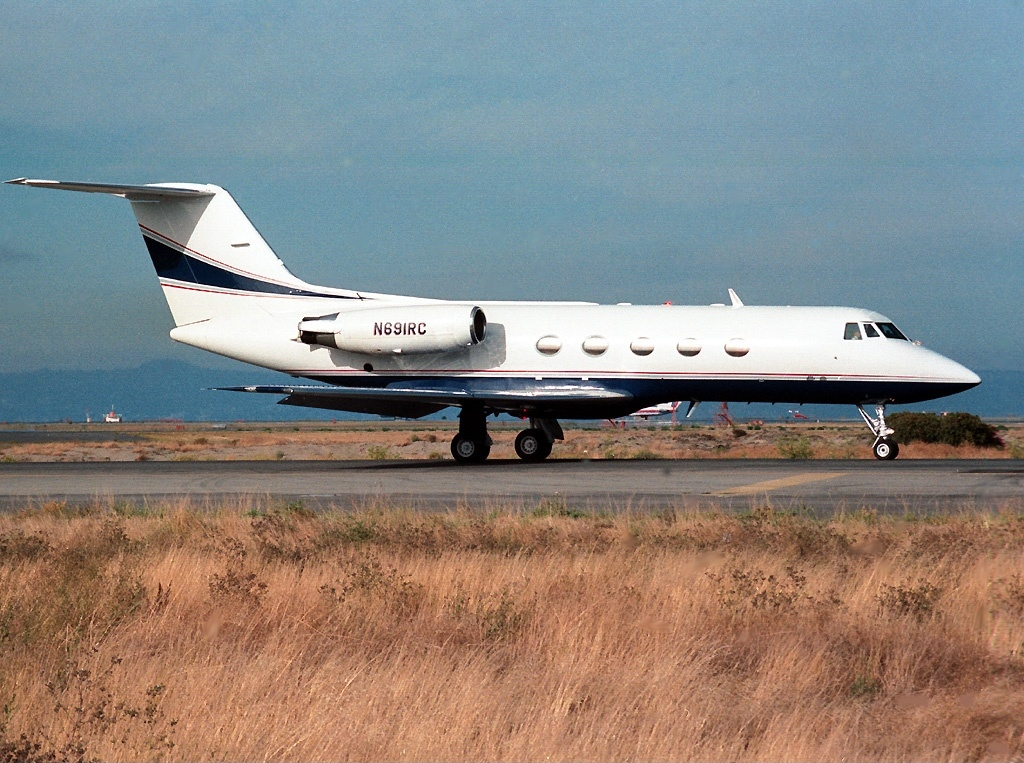
Grumman Gulfstream II

A-6 Intruder i F-14 Tomcat.
- Myśliwce
  - FF
  - F2F
  - F3F
  - F4F Wildcat
  - XF5F Skyrocket
  - F6F Hellcat
  - F7F Tigercat
  - F8F Bearcat
  - F9F Panther
  - F9F Cougar
  - XF10F Jaguar
  - F11F Tiger
  - F-14 Tomcat
  - XP-50
- Szturmowe
  - A-6 Intruder
- Bombowe
  - TBF Avenger
- Wodnosamoloty
  - JF Duck(inne języki)
  - J2F Duck
  - G-21 Goose
  - G-44 Widgeon
  - G-73 Mallard(inne języki)
  - HU-16 Albatross
- Inne typy
  - AF Guardian(inne języki)
  - C-1 Trader
  - E-1 Tracer
  - S-2 Tracker
  - E-2 Hawkeye
  - C-2 Greyhound
  - OV-1 Mohawk
  - EA-6B Prowler
  - X-29
- Pojazdy kosmiczne
  - Apollo Lunar Module
- Cywilne
  - Gulfstream I(inne języki)
  - Gulfstream II(inne języki)